# ベルリン襲撃 (1757年)
ベルリン襲撃（独: Berliner Husarenstreich、「ベルリンにおけるフザールの一撃」）は、七年戦争中の1757年10月16日、プロイセン王国の首都ベルリンを1日間、オーストリア軍の中将である帝国伯アンドレアス・ハディク・フォン・フタクが占領した限定的な作戦行動である。これを提案したのはハディクの上官カール・アレクサンダー・フォン・ロートリンゲン元帥であった。

## 背景

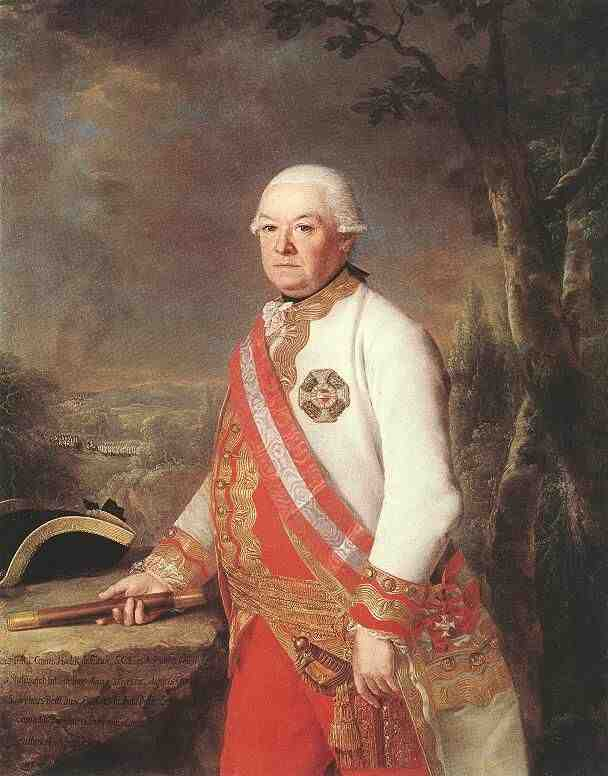
アンドレアス・ハディク・フォン・フタク

1757年秋、ハディク伯は小規模な部隊とともにラーデブルクに駐留していた。一方、プロイセン国王フリードリヒ2世およびアンハルト＝デッサウ侯子モーリッツの軍勢はライプツィヒ近郊にあった。ブラウンシュヴァイク＝ヴォルフェンビュッテル侯フェルディナントの部隊はマクデブルクに展開していた。またブレスラウにはオーストリアと同盟している神聖ローマ帝国軍がプロイセン軍と対峙していた。同様に同盟下にあるスウェーデン王国の軍は、ベルリンの北方にあった。つまり敵軍も友軍も、それぞれ遠く離れていたのである。
ハディクは日誌に「ベルリンへの道は開けた！」と記した。彼はプロイセンの首都ベルリンを急襲して占領し、多額の分担金を徴収した後、来た時と同じくらい迅速に撤収する計画を立てる。ハディクは徹底的な偵察を行わせ、常に命令を1日前、遂行の余裕があまりない時点で出すようにした。

## 経過

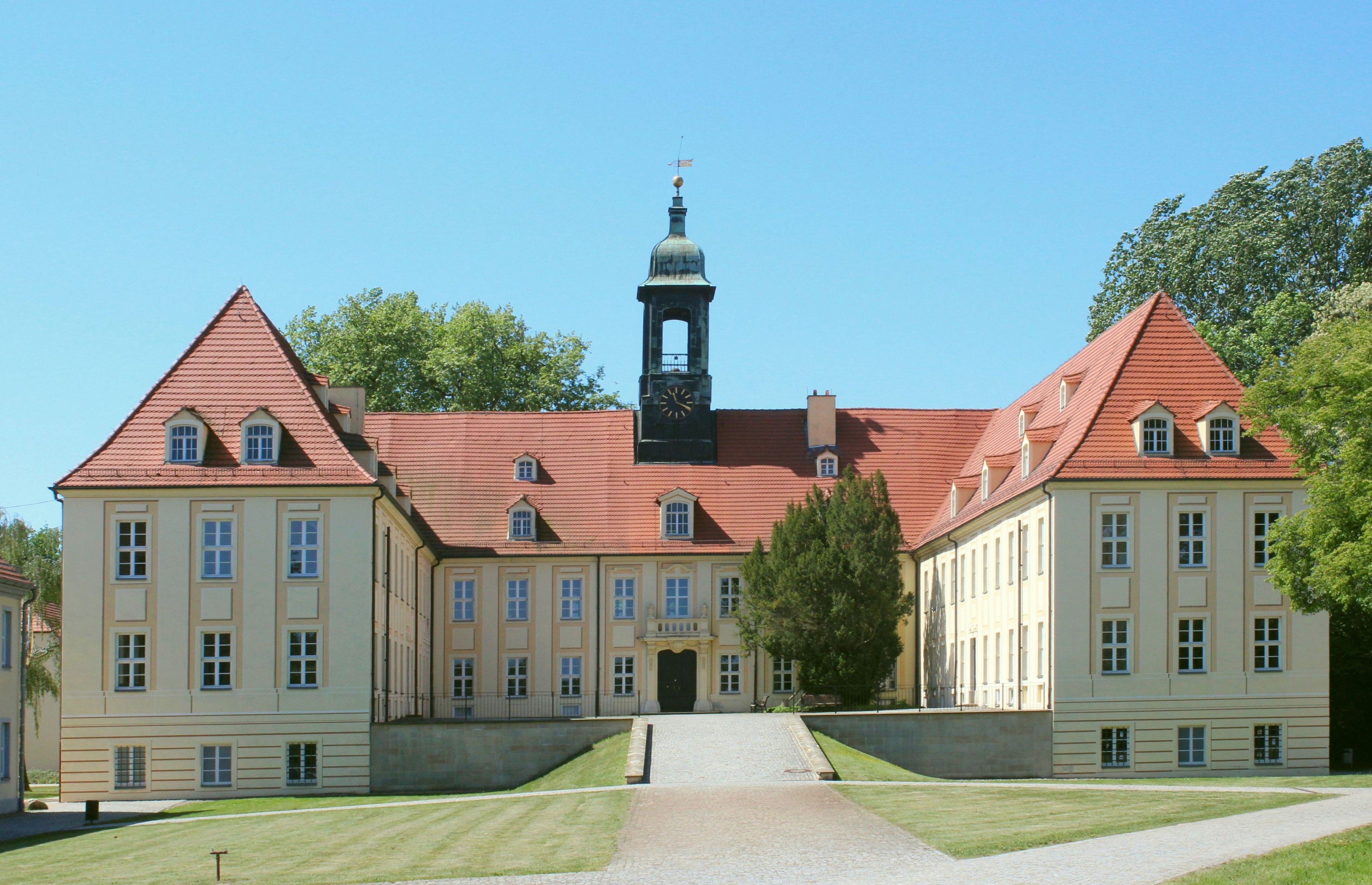
襲撃行の出発点となった、エルスターヴェルダのエルスターヴェルダ城。

1757年10月10日、ハディクは指揮下の小規模な軍団を、ザクセン選帝侯領エルスターヴェルダに集結させた。それは歩兵900名、スリンおよびグラディスカ・ディゾンツォ出身の国境守備隊2,100名、胸甲騎兵1,000名そしてフザール1,100名と、ウジャージ連隊（後のオーストリア第8フザール連隊）から構成されていた。その他、大砲6門も随行した。他には男爵パウル・フォン・バボツァイ少将とミトロヴィッツ伯、そして男爵ヴェンツェル・フォン・クレーフェルト少将が参加した。なお後背の警備として、クレーフェルト少将は国境守備兵1,000名、胸甲騎兵240名、フザール300名および大砲2門とともにエルスターヴェルダに残った。そしてフェルディナント・フランツ・フォン・ウジャージ大佐が指揮下の連隊から300名のフザールを率い、行軍縦列を警備した。また選抜した馬に乗る100名のフザールが、行軍中の諸将の連絡を確保することになった。
軍団は1757年10月11日にエルスターヴェルダを出発すると、ドーバールーク＝キルヒハインを経て翌日、ルッカウの町に達した。ここでウジャージ大佐はゴルセン、バールートを経由してミッテンヴァルデに向かい、途上で可能な限り多くの戦争税を徴収するべく、指揮下の部隊を率いて本隊を離れた。ハディク伯率いる本隊はリュッベンを経由してシュプレー川へ向かい、10月15日にケーニヒス・ヴスターハウゼンに到達した。ここでハディクはウジャージ大佐に、ポツダム通りを通ってベルリンへ向かうよう命じた。ハディクは発見されないよう、同日の夜にケーニヒス・ヴスターハウゼンを本隊とともに発つ。それらは主要街道を離れると王領の森を抜け、ベルリンのシュレージエン門に到着した。ハディクは実際よりも遥かに大きな軍勢を指揮しているよう見せかけなくてはならなかったので、夜に広い範囲で、出来る限り多くのかがり火を焚かせた。そして街が軍の統制下にあるため、交渉権限がないと見られる市参事会に対し、300,000ターラーの免焼金の要求とともに、一人のらっぱ手を送った。

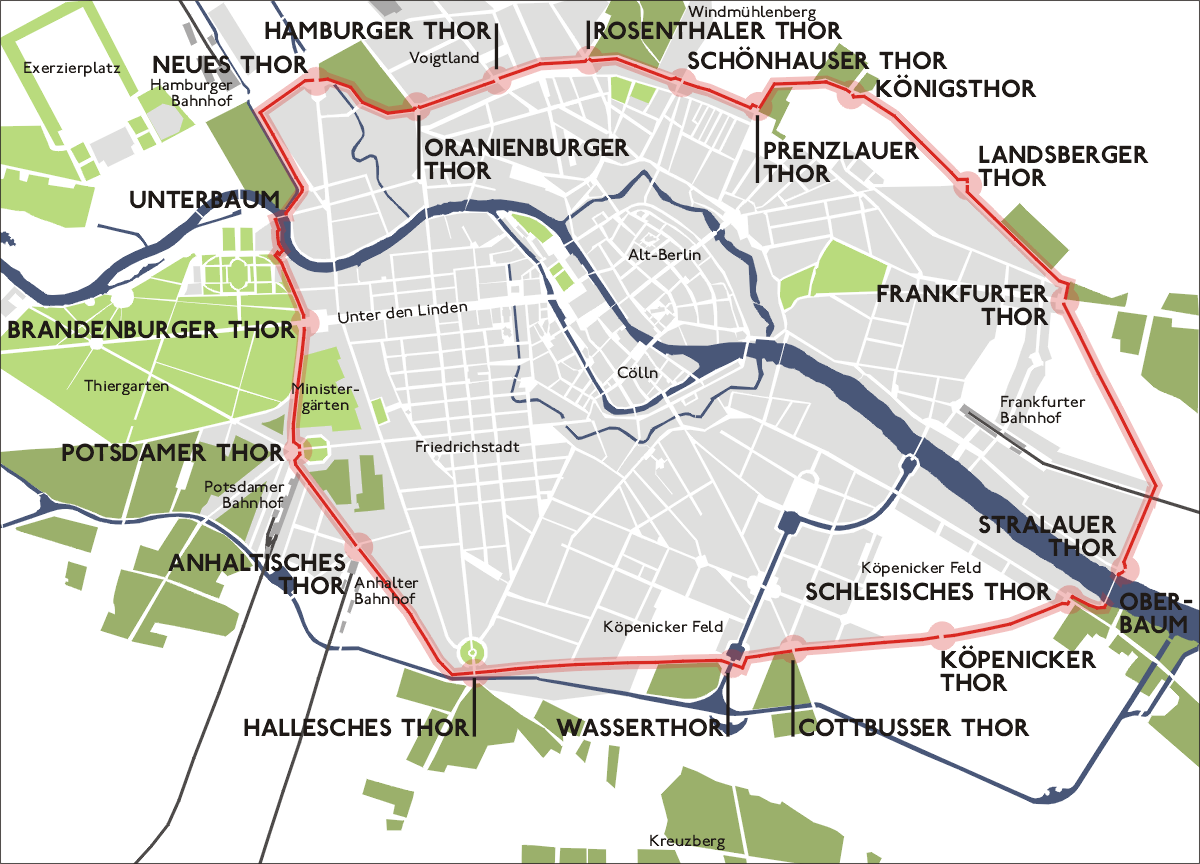
ベルリン税関壁

続いて行われた突撃は、まずシュレージエン門とシュプレー川にかかる橋を目標とした。ハディク伯は様々な連隊から抽出した1,400名の騎兵をもってシュレージエン門を突破すると、ルイーゼン＝フォアシュタット地区に陣取っていたプロイセン軍2個大隊と交戦する。数分後、それらの大隊は完全に消耗してしまった。バボツァイ少将はこの攻撃で負傷し、間もなく戦没した。
コットブス門付近に展開していた300名から400名のプロイセン軍歩兵部隊は、逃亡したもののハディクのフザールに追いつかれて打ちのめされか、捕虜となる。
ベルリン守備隊司令のロッホウ中将に伴われ、プロイセン王妃エリザベート・クリスティーネは市街を去り、シュパンダウ要塞へ退避した。そこへは、国宝も運び込まれた。略奪を免れるため、ベルリン市は200,000ターラーの分担金に加え、25,000ターラーを進攻部隊へ支払った。後者はハディクが、すぐ部隊へ渡して分配させている。彼は「ベルリンの市壁から」（Aus den Mauern von Berlin）と題した手紙を急使に持たせ、ベルリンの攻略をカール公子に報告した。
この後、フリードリヒ大王が解囲のために派遣した、アンハルト＝デッサウ侯子モーリッツ率いる強力な部隊が都から2時間の場所まで迫ると、ハディクは部隊を率いて1757年10月16日の夜に市街を去る。この作戦行動の全体を通じ、オーストリア側の損害は軽微であった。それは戦死者10名、負傷者28名そして軍馬4頭に留まる。続いて彼らはシュトルコウとリーベローゼを通過した。またフランクフルト・アン・デア・オーダーへ派遣された分遣隊が30,000ターラーの分担金を徴収し、リーベローゼで再び本隊に合流している。そして10月20日、コットブスを経由してシュプレンベルクへ至ると急いで、必要だった休養日を挟んでいる。続いてハディクはホイエルスヴェルダ方面に抜け、ようやく追撃を振り切った。
ウジャージ大佐は指揮下の連隊のフザールを持って、右側面から行軍の安全を確保した。その際、彼はザイトリッツ少将指揮下のフザール部隊と小競り合いに及び、20名を失っている。また50名のフザールを率いて偵察に出ていたある大尉が、プロイセン軍の捕虜となった。1757年10月22日、ウジャージ大佐は本作戦行動の出発地である、エルスターヴェルダのクレーフェルト少将の陣営に戻った。

## ハディク、マリア・テレジア勲章を授かる
マリア・テレジアからアンドレアス・ハディク・フォン・フタクは後に下記の手紙を受け取る。
その功績により、ハディク伯はマリア・テレジア軍事勲章の大十字章を授かった。それは全体で、20回しか授章の例がない 。彼はこの最高勲章に与った、2人目のフザール指揮官となった。先例としてはナーダシュディ伯フランツ・レオポルトが、1757年6月のコリンの戦いにおける功によって受章している。この勲章は、1758年3月7日の第1回授与式に際して授与された。また皇后は、ハディクに3000枚のドゥカート金貨を下賜した。
同年、ハディクは騎兵大将に任じられている。
フリードリヒ大王は損害が比較的軽微に留まったにもかかわらず、ハディクによる首都の襲撃を絶対に許さなかったという。彼は講和後、オーストリアと協調関係に立った時でさえこの将軍と会うのを避けた。

## 後世への影響

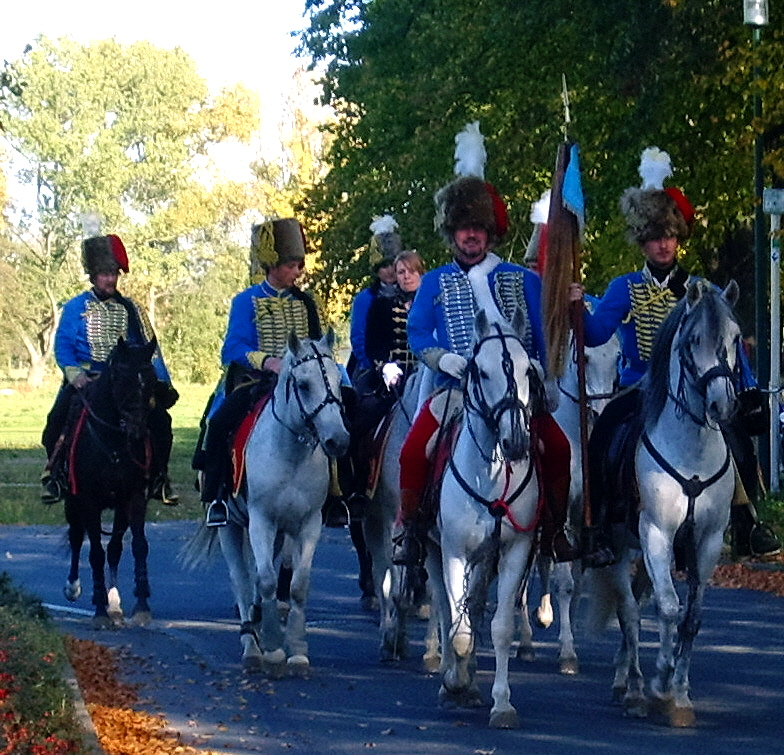
事件の250周年記念にエルスターヴェルダを行進するフザール。

七年戦争中のこの事件については、下記の逸話が伝わっている。
皇后マリア・テレジアに対する騎士道の礼として、ハディク伯は敵の都から主君へ土産を持参したいと望んだ。彼はベルリンの職人に、市の紋章をあしらった高価な婦人用の手袋を1ダース作るよう求めた。そして受け取った後、木の手箱に入れ、それらをウィーンに送った。こうしてベルリンの市民は彼を出し抜いたのである。届いた手袋は全て、左手用の物だけだった。
この事件の250周年を記念して、2000年にツォルターン・キッキンガーとアントン・エステルハージ侯爵が創設したエステルハージ・フザール部隊の伝統保存協会がアイゼンシュタットから、ハディク伯の伝説的な騎行を再演した。2007年10月14日、ツォルターン・キッキンガー中佐はエルスターヴェルダ城の前で現地の市長から顕彰板を授与され、フザールにもその日のために製作された記念メダルが贈られた。翌日から、歴史的な道のりを辿ってゾンネンヴァルデ、ルッカウ、リュッベンおよびケーニヒス・ヴスターハウゼンを通り、一行はベルリンに向かった。
またDEFAは、フザールがベルリンに一撃を与えたこの一件を1971年、『フザーレン・イン・ベルリン（ベルリンのフザールたち）』として映画化した。その際、ハディク役を演じたのはマンフレート・クルークである。

## 文献
（ドイツ語版の記事に挙げられていたもので、翻訳者が項目の作成にあたり、閲覧したものではありません）
- Duwe, Georg: „Berlin in fremder Hand. Schicksalsstunden der preußischen Haupt- und Residenzstadt vom 30jährigen Krieg bis zu den Freiheitskriegen“. Osnabrück 1991.
- Granier, Herman: „Die Russen und Österreicher in Berlin im Oktober 1760“. In: „Hohenzollernjahrbuch“. 2, 1898, S. 113 - 145.
- Naudé, Albert: „Die Einnahme von Berlin durch die Österreicher im Oktober 1757 und die Flucht der Königlichen Familie von Berlin nach Spandau.“ In: Märkische Forschungen. Band 20, Berlin 1887, S. 149 - 170.
- Simány, Tibor: „Die Österreicher in Berlin. Der Husarenstreich des Grafen Hadik anno 1757“. Wien, München 1987.
- Wilke, Jürgen: „Umstände Nachricht von dem Ueberfall der Königl. Residentz, Berlin von Rußisch Kaiserl. Truppen unter dem Commando He. Generals und Graffen von Totleben.“ Propst Süßmilch schildert seine Erlebnisse im Herbst 1760. In: „Berlin in Geschichte und Gegenwart.“ Jahrbuch des Landesarchivs Berlin. Berlin 1990, S. 17 - 60.
- Gustav Ritter Amon v. Treuenfest: „Geschichte des k.k.Huszaren-Regimentes Nr. 8“. Wien 1880.
- Egon Sauer v. Nordendorf, Verlagsbuchhandlung Stöhr (Hrsg.): „Österreichische Militärgeschichte – Österreichische Kavallerie“. Sonderband, Wien 1997.
- Lars-Holger Thümmler: „Die Österreichische Armee im Siebenjährigen Krieg“. Brandenburgisches Verlagshaus Berlin, 1993.
- Günter Dorn / Joachim Engelmann: „Die Schlachten Friedrichs des Grossen“. Bechtermünz Verlag, Weltbild Verlag, Augsburg 1997.
- Wladimir Kusnezow: „Der Berliner Husarenstreich“. Berlin 2012.

## 個別の典拠
（ドイツ語版の記事に挙げられていたもので、翻訳者が項目の作成にあたり、閲覧したものではありません）
1. ↑  エステルハージ・フザール部隊の公式サイト（ドイツ語）
2. ↑  本件に関する外部サイト（ドイツ語）
3. ↑  マリア・テレジア軍事勲章に関する外部サイト（ドイツ語）
4. ↑  Hadik. In: Meyers Konversations-Lexikon. 4. Auflage. Band 7, Verlag des Bibliographischen Instituts, Leipzig/Wien 1885–1892,  S. 994.（ドイツ語）
5. ↑   Das Biographische Lexikon des Kaisertums Österreich SiebenterTeil Habsburg - Hartlieb, P.171-172では任命の日付を1758年3月5日としている。（ドイツ語）
6. ↑  Ersch-Gruberは任命を1758年12月19日としている。（ドイツ語）[リンク切れ]
7. ↑  Husaren nach 250 Jahren wieder zurück in Elsterwerda, ラウズィッツァー・ルントシャウ（ドイツ語版）のバート・リーベンヴェルダ（ドイツ語版）で発行された地方版、2007年10月16日発行。